# Maria Helena Martins
Maria Helena de Sousa Martins é uma professora e pesquisadora brasileira conhecida por seus trabalhos sobre leitura, literatura infantil, literatura brasileira e literatura do Cone Sul. Filha do escritor e médico psiquiatra e psicanalista Cyro Martins, criou o Centro de Estudos de Literatura e Psicanálise Cyro Martins em 1997, sendo sua diretora-presidente até 2011. Em 2010, recebeu a Medalha do Mérito Farroupilha da Assembleia Legislativa do Rio Grande do Sul.